# Sufixo
Em gramática, sufixo é um afixo que se adiciona ao final de um radical (ao contrário do prefixo, que se coloca no início). O sufixo é o responsável pela criação de outras palavras, as chamadas palavras derivadas. Por exemplo: se adicionarmos o sufixo -eiro (formador de substantivo) à palavra primitiva pedra, originaremos a palavra derivada, pedreiro.

## Tipos
Há, basicamente, três tipos de sufixo: nominal, verbal e adverbial.
- Nominal é responsável pela formação de nome (adjetivos e substantivos, incluindo os aumentativos e diminutivos) como por exemplo: padeiro, favelado.
- Verbal é aquele responsável pela formação de um verbo, como por exemplo: computadorizar.
- Adverbial é aquele responsável pela formação de um advérbio (no português existe apenas o sufixo -mente), como por exemplo: felizmente.

Os sufixos também podem ser classificados em derivacionais e flexionais. Os sufixos derivacionais são usados na criação de novas palavras; determinam a classe gramatical de palavras, quando formamos a palavra meninão, estamos adicionando ao radical menin- um sufixo, e não uma desinência. Portanto, meninão é uma palavra derivada por sufixação da palavra menino.

## Considerações sobre o valor dos sufixos
Muitos afirmam que alguns sufixos adquirem determinado valor pelo uso. Assim, eles teriam mais do que a função de formar novas palavras com novas classes gramaticais. A função deles estaria ligada à semântica. Por exemplo, a adição do sufixo -eco à palavra jornal não gera apenas o diminutivo da primitiva, mas tem valor depreciativo.
Cláudia Assad Alvares (da Universidade de São Paulo) ratifica o discurso de Miranda (1979), "no que tange à oposição existente entre os agentivos formados pelos sufixos -ista e -eiro e que designam profissões em língua portuguesa. A oposição estaria vinculada ao status; dessa forma, os agentivos em -ista designariam profissões de maior prestígio sociocultural em nossa sociedade, ao passo que os agentivos em -eiro designariam ocupações de pouco ou nenhum prestígio e, até mesmo, marginalizadas". Exemplo para essa ideia é a oposição entre jornalista e jornaleiro.
Um exemplo que pode contrariar essa afirmação é "engenheiro" (aquele que é formado em engenharia) ou até mesmo "diarista" (determinado tipo de faxineira).
Segundo Celso Cunha e Lindley Cintra, encontram-se os seguintes usos para os sufixos -eiro e -eira:
"I. Quando participa na derivação de nomes a partir de outros nomes:
– ocupação, ofício, profissão – barbeiro (barba), copeira (copa);
– lugar onde se guarda algo – galinheiro (galinha), tinteiro (tinta);
– árvore e arbusto – laranjeira (laranja), craveiro (cravo);
– ideia de intensidade, aumento – nevoeiro (névoa), poeira (pó);
– objeto de uso – cinzeiro (cinza), pulseira (pulso);
– noção coletiva – berreiro (berro), formigueiro (formiga);
II. Quando participa na derivação de adjetivos a partir de nomes:
– relação, posse, origem – caseiro (casa); mineiro (de minas ou Minas Gerais)."